# عصوية ذهبية حليبية
عصوية ذهبية حليبية (الاسم العلمي: Chryseobacterium lactis) هي نوع من البكتيريا، سلبية الغرام، تتبع جنس عصوية ذهبية.